# Смигельский, Эрнст
Эрнст Рихард Смигельский (нем. Ernst Richard Smigelski, также Смигельский-Атмер, нем. Smigelski-Atmer; 16 февраля 1881, Найссе — 5 декабря 1950, Лейпциг)  — немецкий композитор, музыкальный педагог, дирижёр, писатель
, музыкальный критик.

## Биография
Изучал богословие в Риме, десять лет провёл как монах в конгрегации сальваторианцев. Затем вышел из ордена и решил посвятить себя музыке. Учился в Лейпцигской консерватории у Макса Регера и Штефана Креля. В годы Первой мировой войны работал дирижёром в занятом немецкими войсками Вильнюсе. Затем вернулся в Лейпциг, работал музыкальным журналистом в городских газетах. С 1923 г. до конца жизни преподавал теоретические дисциплины и итальянский язык в Лейпцигской консерватории; оставил консерватории собрание музыкальных автографов на открытках с портретами.
Написал оперетту «Королева Нашмаркта» (нем. Die Königin vom Naschmarkt; 1924), ряд оркестровых и вокальных сочинений. Автор романа «Один из многих» (нем. Einer von den Vielen; 1912) и книги «Из дневника одного римского священника» (нем. Aus dem Tagebuch eines römischen Priesters; 1909), основанных на юношеском монашеском опыте; опубликовал также популярную брошюру «Что ты знаешь о Моцарте?» (нем. Was weisst Du von Mozart?; 1931).